# بيلي جو كامب
بيلي جو كامب هو سياسي أمريكي، ولد في 1939 في مقاطعة كولمان في الولايات المتحدة. نشط حزبياً في الحزب الديمقراطي. وقد انتخب Secretary of State of Alabama ‏.